# Opilio redikorzevi
Opilio redikorzevi is een hooiwagen uit de familie echte hooiwagens (Phalangiidae).